# 闊葉鴨舌廣舅
闊葉鴨舌廣舅（学名：Spermacoce latifolia）为茜草科鴨舌廣舅屬下的一个种。